# The Firm (Fernsehserie)
The Firm ist eine US-amerikanisch-kanadische Dramaserie, die auf dem von John Grisham 1991 erschienenen Roman Die Firma aufbaut und als Fortsetzung zum gleichnamigen Film fungiert. Die Serie wurde erstmals am 8. Januar 2012 von NBC ausgestrahlt. Im Mai 2012 gab NBC die Einstellung der Serie nach einer Staffel bekannt.

## Handlung
Zehn Jahre nachdem Mitch McDeere aufgedeckt hat, dass die Anwaltskanzlei Bendini, Lambert & Locke (BLL) für die Mafia Geldwäsche betrieb, scheiden er, seine Frau Abby, seine Tochter Claire, sein Bruder Ray und seine Sekretärin Tammy nach dem Tod des Mafiabosses aus dem Zeugenschutzprogramm aus, um wieder ein normales Leben führen zu können. McDeere selber möchte sich wieder eine eigene Anwaltskanzlei aufbauen. Einer seiner Fälle ist ein Klient, der des Mordes beschuldigt wird.
Die Mafia hat jedoch den durch McDeere verursachten Schaden längst nicht vergessen und will dies auch nicht auf sich beruhen lassen.

## Besetzung
Die deutsche Synchronisation entstand nach dem Dialogbuch von Thomas Maria Lehmann unter der Dialogregie von Achim Geisler durch die Münchener Synchronfirma Boom Company.

### Hauptbesetzung
| Schauspieler        | Rolle          | Hauptrolle (Episoden) | Synchronsprecher      |
| ------------------- | -------------- | --------------------- | --------------------- |
| Josh Lucas          | Mitch McDeere  | 1–22                  | Tobias Kluckert       |
| Callum Keith Rennie | Ray McDeere    | 1–22                  | Mike Carl             |
| Molly Parker        | Abby McDeere   | 1–22                  | Christine Stichler    |
| Juliette Lewis      | Tammy          | 1–22                  | Bettina Weiß          |
| Natasha Calis       | Claire McDeere | 1–22                  | Vanessa Stuckenberger |

### Nebenbesetzung
| Schauspieler   | Rolle                       | Nebenrolle (Episoden)    | Synchronsprecher         |
| -------------- | --------------------------- | ------------------------ | ------------------------ |
| Tricia Helfer  | Alex Clark                  | 1–5, 7–8, 12–17          | Claudia Urbschat-Mingues |
| Paulino Nunes  | U. S. Marshal Louis Coleman | 1, 4, 8–9, 12–17, 19, 22 | Claus-Peter Damitz       |
| Shaun Majumder | Andrew Palmer               | 1–5, 8–10, 12–14, 16     | Philipp Brammer          |
| Martin Donovan | Kevin Stack                 | 6–8, 11–16               | Manfred Trilling         |

## Produktion
Das Konzept, die Charaktere des Romans im Fernsehen zu bringen, bestand seit vielen Jahren. Zu Anfang wollte CBS die Serie produzieren. Lukas Reiter schrieb ein Skript zur Serie, welches 10 Jahre nach Ende des Romans spielen solle. Er legte dieses Skript John Grisham vor. Nachdem John Grisham bei der Produktion der ersten paar Folgen teilgenommen hatte, war seine Prognose für die Entwicklung der Serie zuversichtlich.
Ende April 2011 bestellte Sony Pictures Television 22 Folgen der Serie. Die Serie wurde auch auf AXN übertragen. Folglich war sie in 125 Ländern neben Kanada und den Vereinigten Staaten zu sehen. Kurze Zeit später wurde bekannt, dass NBC sich die Ausstrahlungsrechte der Serie gesichert habe. Die 22 Folgen umfassende Serie war die längste neu georderte Serie dieser Saison.
Die Serie wurde in Toronto von Entertainment One, Sony Pictures Television und Paramount Pictures produziert. Die gesamte Produktion der 22 Folgen dauerte vom 4. August 2011 bis zum 30. April 2012. Die Pilotfolge wurde von David Straiton gedreht. Einer der ausführenden Produzenten war Grisham selbst. Ein anderer war Lukas Reiter, der bereits Produzent bei einigen Law & Order Folgen gewesen war.

## Ausstrahlung
Die ersten beiden Folgen der Serie wurden am 8. Januar 2012 nach einer Folge von Up All Night gesendet. Diese Folge wurde von 6,32 Millionen Zuschauern gesehen.
Durch eine Sendepause am 9. Februar 2012 fiel NBC in der Ausstrahlung eine Woche hinter Global zurück, was zur Folge hatte, dass ab der Folge Chapter Seven die Erstausstrahlung auf Global stattfand. Die letzte Folge wurde am 30. Juni 2012 auf Global beziehungsweise am 14. Juli 2012 auf NBC gesendet. NBC hatte die Serie jedoch im Mai 2012 schon für abgesetzt erklärt.
Für den deutschsprachigen Raum hat sich im Oktober 2011 der Bezahlfernsehsender AXN die Ausstrahlungsrechte gesichert. Die Ausstrahlung fand vom 14. Januar bis zum 25. März 2014 in Doppelfolgen statt. Im Sommer 2013 gab der Fernsehsender RTL Nitro bekannt, dass er die Serie im Laufe der kommenden Saison 2013/14 ausstrahlen werde. Am 25. April 2014 begann die Ausstrahlung im frei empfangbaren Fernsehen in Doppelfolgen unter dem deutschen Titel Die Firma und übernahm somit den Freitagabend-Sendeplatz von Undercovers.

## Episodenliste
| Nr. | Deutscher Titel | Originaltitel      | Erstausstrahlung USA (NBC/Global) | Deutschsprachige Erstausstrahlung (D) | Regie             | Drehbuch                                       |
| --- | --------------- | ------------------ | --------------------------------- | ------------------------------------- | ----------------- | ---------------------------------------------- |
| 1   | Kapitel 1       | Pilot              | 8. Jan. 2012                      | 14. Jan. 2014                         | David Straiton    | Lukas Reiter                                   |
| 2   | Kapitel 2       | Chapter Two        | 8. Jan. 2012                      | 14. Jan. 2014                         | David Straiton    | Lukas Reiter                                   |
| 3   | Kapitel 3       | Chapter Three      | 12. Jan. 2012                     | 21. Jan. 2014                         | Helen Shaver      | Lukas Reiter                                   |
| 4   | Kapitel 4       | Chapter Four       | 19. Jan. 2012                     | 21. Jan. 2014                         | Fred Gerber       | Lukas Reiter & Peter Noah                      |
| 5   | Kapitel 5       | Chapter Five       | 26. Jan. 2012                     | 28. Jan. 2014                         | Sturla Gunnarsson | Lukas Reiter & Jonathan Shapiro                |
| 6   | Kapitel 6       | Chapter Six        | 2. Feb. 2012                      | 28. Jan. 2014                         | Helen Shaver      | David Feige & Alyson Feltes                    |
| 7   | Kapitel 7       | Chapter Seven      | 9. Feb. 2012                      | 4. Feb. 2014                          | Holly Dale        | Lukas Reiter & Jamie Gorenberg                 |
| 8   | Kapitel 8       | Chapter Eight      | 16. Feb. 2012                     | 4. Feb. 2014                          | George Mihalka    | Vincent Angell, William Rotko & Lukas Reiter   |
| 9   | Kapitel 9       | Chapter Nine       | 23. Feb. 2012                     | 11. Feb. 2014                         | Holly Dale        | Lukas Reiter & Jonathan Shapiro                |
| 10  | Kapitel 10      | Chapter Ten        | 10. März 2012                     | 11. Feb. 2014                         | David Frazee      | Ben Lee & Alyson Feltes                        |
| 11  | Kapitel 11      | Chapter Eleven     | 24. März 2012                     | 18. Feb. 2014                         | Helen Shaver      | David Feige                                    |
| 12  | Kapitel 12      | Chapter Twelve     | 31. März 2012                     | 18. Feb. 2014                         | Kelly Makin       | Lukas Reiter & Jamie Gorenberg                 |
| 13  | Kapitel 13      | Chapter Thirteen   | 14. Apr. 2012                     | 25. Feb. 2014                         | Helen Shaver      | Peter Noah                                     |
| 14  | Kapitel 14      | Chapter Fourteen   | 21. Apr. 2012                     | 25. Feb. 2014                         | Lynne Stopkewich  | Lukas Reiter & Jonathan Shapiro                |
| 15  | Kapitel 15      | Chapter Fifteen    | 28. Apr. 2012                     | 4. März 2014                          | Peter Wellington  | Lukas Reiter                                   |
| 16  | Kapitel 16      | Chapter Sixteen    | 5. Mai 2012                       | 4. März 2014                          | Lee Rose          | Lukas Reiter                                   |
| 17  | Kapitel 17      | Chapter Seventeen  | 12. Mai 2012                      | 11. März 2014                         | David Straiton    | Alyson Feltes & Ben Lee                        |
| 18  | Kapitel 18      | Chapter Eighteen   | 19. Mai 2012                      | 11. März 2014                         | Holly Dale        | Lukas Reiter & Jamie Gorenberg                 |
| 19  | Kapitel 19      | Chapter Nineteen   | 26. Mai 2012                      | 18. März 2014                         | David Straiton    | Lukas Reiter, Peter Noah & Jonathan Shapiro    |
| 20  | Kapitel 20      | Chapter Twenty     | 9. Juni 2012                      | 18. März 2014                         | Lynne Stopkewich  | Lukas Reiter, Jamie Gorenberg & Vincent Angell |
| 21  | Kapitel 21      | Chapter Twenty-One | 16. Juni 2012                     | 25. März 2014                         | Holly Dale        | Peter Noah, Andrew Matisziw & Katie Swain      |
| 22  | Kapitel 22      | Chapter Twenty-Two | 30. Juni 2012                     | 25. März 2014                         | Helen Shaver      | Lukas Reiter                                   |